# Gammalvalltjärnen (Näskotts socken, Jämtland)
Gammalvalltjärnen är en sjö i Krokoms kommun i Jämtland och ingår i Indalsälvens huvudavrinningsområde. Sjön har en area på 0,0375 kvadratkilometer och ligger 498,4 meter över havet.

## Delavrinningsområde
Gammalvalltjärnen ingår i det delavrinningsområde (704206-139218) som SMHI kallar för Ovan Rödbodbäcken. Medelhöjden är 462 meter över havet och ytan är 17,41 kvadratkilometer. Det finns inga avrinningsområden uppströms utan avrinningsområdet är högsta punkten. Bleckåsån som avvattnar avrinningsområdet har biflödesordning 3, vilket innebär att vattnet flödar genom totalt 3 vattendrag innan det når havet efter 288 kilometer. Avrinningsområdet består mestadels av skog (84 procent). Avrinningsområdet har 0,07 kvadratkilometer vattenytor vilket ger det en sjöprocent på 0,4 procent.